# Черпеса (селище)
Черпеса (рос. Черпесса) — селище в Великолуцькому районі Псковської області Російської Федерації.
Населення становить 116 осіб. Входить до складу муніципального утворення Шелковська волость.

## Історія
Від 2014 року входить до складу муніципального утворення Шелковська волость.

## Населення
| 2001 | 2002 | 2010 |
| ---- | ---- | ---- |
| 204  | ↘159 | ↘116 |